# هوچوی سارا سارا
هوچوی سارا سارا (به اسپانیایی: Huch'uy Sara Sara) یک کوه در پرو است که در Peru, Apurímac Region واقع شده‌است. هوچوی سارا سارا ۵٬۱۳۱ متر بالاتر از سطح دریا واقع شده‌است.